# タイムス
タイムス株式会社（Times Corporation）とは、広島県福山市に本社を置く、ビデオ・DVD・CD・コミックのレンタル事業、漫画喫茶・インターネットカフェの複合カフェ事業、リサイクル事業を主な業務とする企業である。

## 事業所
- 広島本社
  - 広島県福山市大門町三丁目19番10号
- 大阪本社
  - 大阪府大阪市浪速区難波中二丁目2番18号 メディアカフェポパイなんば本店7階

## 沿革
- 1983年 創業。ビデオ事業部「ムービータイム」を開始。
- 1990年1月 タイムス株式会社設立。
- 2001年 広島県備後地区・関西地区でメディアカフェ事業部「メディアカフェポパイ」を開始。
- 2007年 広島県備後地区・関西地区でリサイクル事業部「ゴールドラッシュ」「ブランドギャラリー」を開始。
- 2008年 関東地区でメディアカフェ事業部「メディアカフェポパイ」を開始。
- 2011年 株式会社ブックプラザをグループ化。東愛産業から「アットワン」を買収。

## 主な事業
- ビデオ事業部
  - ビデオ・DVD・CD・コミックのレンタルビデオ事業
    - 「ムービータイム」 5店舗（2022年現在全店閉店済）
      - 広島県：5店舗（蔵王店・曙店・手城店・松永店・府中店）
- メディアカフェ事業部
  - 漫画喫茶・インターネットカフェの複合カフェ事業
    - 「メディアカフェポパイ」 9店舗（全店舗会員制）
      - 東京都：1店舗（荻窪店）
      - 京都府：1店舗（四条河原町店）
      - 大阪府：7店舗（なんば本店・なんば店・十三店・泉の広場店・太融寺店・道頓堀店・堺東店）
        - なんば店はよしみつとの共同運営

    - 「メディアボム」 2店舗（全店舗会員制）（2022年8月末日全店閉店）
      - 愛媛県：2店舗（衣山店・今治店）

    - 「アットワン」 3店舗
      - 大阪府：2店舗（日本橋駅前店・なんば店）
      - 兵庫県：1店舗（JR三宮店）
- リサイクル事業部
  - リサイクル事業
    - 「ゴールドラッシュ」 4店舗（2022年現在全店閉店済）
      - 広島県：4店舗（蔵王店・曙店・松永店・府中店）

    - 「ブランドギャラリー」 1店舗
      - 大阪府：1店舗（道頓堀店）

    - 「お宝家」 4店舗（子会社の株式会社ブックプラザによる運営）（2022年10月2日全店閉店）
      - 大阪府：3店舗（大東店・和泉中央店・茨木店）
      - 兵庫県：1店舗（洲本店）

    - 「FINDSTORE」 2店舗（子会社の株式会社ブックプラザによる運営）（2022年10月2日全店閉店）
      - 大阪府：2店舗（大東店・和泉中央店）